# Калачеевский район
Калаче́евский райо́н — административно-территориальная единица (район) и муниципальное образование (муниципальный район) на юго-востоке Воронежской области России.
Административный центр — город Калач.

## География
Калачеевский район - один из крупнейших сельских районов области, расположен на юго-востоке Воронежской области на Калачской возвышенности и представляет собой местность сильно изрезанную оврагами и балками. Высота её колеблется от 200 до 238 м над уровнем моря. Основные реки — Толучеевка, Подгорная, Манина.
Район граничит с Петропавловским, Верхнемамонским, Павловским и Воробьёвским районами, а также Волгоградской и Ростовской областями.

## История
Район образован 30 июля 1928 года Постановлением ВЦИК и СНК.
В 1715 году Воронежская губернская канцелярия дала предписание о создании поселения — слободы Калач. В 1716 году Воронежская канцелярия дала предписание произвести перепись переселённых в слободу Калач.
Слобода Калач входила в состав Богучарского уезда. Богучарский уезд существовал в течение длительного времени как административно-территориальная единица в Воронежском крае, один из уездов бывшей Воронежской губернии. Был образован в 1779 году. В середине XIX века по количеству населения Богучарский уезд занимал среди 12 уездов Воронежской губернии первое место. Среди жителей преобладали потомки переселенцев с Украины. В 1859 году в уезде насчитывалось 254 селения и проживало 217 331 человек. Территория уезда захватывала пределы современных Богучарского, Кантемировского, Петропавловского, Калачеевского, Воробьёвского и Верхнемамонского районов Воронежской области. Административным центром уезда являлся г. Богучар. Богучарский уезд был ликвидирован в 1928 году при переходе СССР на новое административное деление.
С 1780 года селение стало слободой казённых войсковых обывателей. Во второй половине XIX века и начале XX века была открыта вольная аптека, стала работать почта, появился телеграф, построена железнодорожная ветка Таловая — Калач. На территории слободы было расположено 6 церквей, волостное управление, две школы, три земские больницы, 15 кожевенных заведений, 7 маслобоен, 115 ветряных мельниц, 2 крупные вальцевые мельницы с машинами мощностью в 600 и 160 лошадиных сил и 6 ярмарок с оборотом до пятисот тысяч рублей.
В ноябре 1917 года в Калаче была установлена Советская власть. Суровые испытания выпали на долю калачеевцев в годы гражданской войны. На территории слободы велись активные боевые действия. Калач несколько раз переходил из рук в руки, и лишь 1 декабря 1919 года конница Д. М. Думенко окончательно освободила Калач от белогвардейцев.
В 1928 году Калач стал районным центром. В годы первых пятилеток в районе сформировались основные сельскохозяйственные предприятия, Калач стал крупным производителем сельскохозяйственной продукции.
7 марта 1941 года часть территории Калачеевского района была передана в новый Старокриушанский район.
В годы Великой Отечественной войны Калач был прифронтовым городом. Зимой 1942 года здесь располагался штаб Юго-Западного фронта под командованием генерала Н. Ф. Ватутина. Калачеевский район жил в те дни единым стремлением — всем, чем можно, помочь фронту. Манинские колхозники М. И. Белоглядова и Е. Ф. Крамарев сдали свои сбережения в счёт строительства самолёта и танковой колонны.
В тяжёлые дни Великой Отечественной войны более 29 тысяч калачеевцев защищали Родину, 9 тысяч 366 из них не вернулись с полей боев. Особая гордость калачеевской земли — 17 Героев Советского Союза. Их именами названы улицы и школы города. Память о них бессмертна, она увековечена в памятниках и барельефах мемориала Победы.
В 1945 году Калач преобразован в город районного подчинения и с этого времени и до настоящих дней это один из крупных центров Центрального Черноземья по производству и переработке сельскохозяйственной продукции. Крупными предприятиями города являются: элеватор, комбинат мясной «Калачеевский», сахарный завод «Кристалл», сыродельный завод, механический завод, линейное производственное управление магистральных газопроводов, завод лакокрасок, мехлесхоз, электросети, птицесовхоз «Заброденский», ; пищекомбинат, ОАО «Калачмежрайгаз».
5 октября 1957 года к Калачеевскому району был присоединён Меловатский район. 4 марта 1959 года к Калачеевскому району была присоединена часть территории упразднённого Старокриушанского района.
В городе имеется колледж механизации сельского хозяйства, профессиональное училище, центр образования молодёжи «Контакт», есть библиотеки, районный Дом культуры, где работает 35 клубных коллективов, из которых 6 имеют название «Народный». Большой популярностью пользуются Дворец молодёжи, физкультурно-оздоровительный комплекс. Имеются два пансионата для ветеранов войны и труда.
На территории города и района находится более ста памятников истории, культуры, архитектуры и природы [какие?].
Законом Воронежской области от 15 октября 2004 года № 63-ОЗ «Об установлении границ, наделении соответствующим статусом, определение административных центров отдельных муниципальных образований Воронежской области» Калачеевский район наделен статусом муниципального района

## Население
| 1989    | 2002    | 2009    | 2010    | 2011    | 2012    | 2013    |
| ------- | ------- | ------- | ------- | ------- | ------- | ------- |
| 61 945  | ↘61 794 | ↘56 908 | ↗57 242 | ↘56 999 | ↘56 050 | ↘55 122 |
| 2014    | 2015    | 2016    | 2017    | 2018    | 2021    | 2025    |
| ↘54 423 | ↘53 670 | ↘53 200 | ↘52 606 | ↘51 770 | ↘47 566 | ↘44 791 |

### Урбанизация
В городских условиях (город Калач) проживают  37,14 % населения района.

### Национальный состав
По итогам переписи населения 2020 года проживали следующие национальности (национальности менее 0,1 % и другое, см. в сноске к строке «Другие»):
| Национальность   | Численность, чел. | Доля     |
| ---------------- | ----------------- | -------- |
| Русские          | 45 313            | 95,26 %  |
| Армяне           | 219               | 0,46 %   |
| Украинцы         | 86                | 0,18 %   |
| Турки            | 59                | 0,12 %   |
| Турки-месхетинцы | 58                | 0,12 %   |
| Узбеки           | 50                | 0,11 %   |
| Чеченцы          | 48                | 0,10 %   |
| Другие           | 1733              | 3,65 %   |
| Итого            | 47 566            | 100,00 % |

## Муниципально-территориальное устройство
В Калачеевский муниципальный район входят 17 муниципальных образований, в том числе 1 городское и 16 сельских поселений:
| №  | Муниципальное образование          | Административный центр | Количество населённых пунктов | Население | Площадь, км2 |
| -- | ---------------------------------- | ---------------------- | ----------------------------- | --------- | ------------ |
| 1  | городское поселение город Калач    | город Калач            | 8                             | ↘17 082   | 127,74       |
| 2  | Заброденское сельское поселение    | село Заброды           | 1                             | ↘8626     | 80,86        |
| 3  | Калачеевское сельское поселение    | посёлок Калачеевский   | 3                             | ↘1444     | 164,85       |
| 4  | Коренновское сельское поселение    | село Коренное          | 1                             | ↘553      | 74,33        |
| 5  | Краснобратское сельское поселение  | село Пришиб            | 2                             | ↗1944     | 101,86       |
| 6  | Манинское сельское поселение       | село Манино            | 3                             | ↘2124     | 215,05       |
| 7  | Меловатское сельское поселение     | село Новомеловатка     | 4                             | ↘2096     | 196,88       |
| 8  | Новокриушанское сельское поселение | село Новая Криуша      | 1                             | ↘1941     | 162,28       |
| 9  | Подгоренское сельское поселение    | село Подгорное         | 4                             | ↘1997     | 211,67       |
| 10 | Пригородное сельское поселение     | посёлок Пригородный    | 2                             | ↘3930     | 101,29       |
| 11 | Россыпнянское сельское поселение   | село Медвежье          | 2                             | ↘377      | 42,82        |
| 12 | Семёновское сельское поселение     | село Семёновка         | 4                             | ↘886      | 108,20       |
| 13 | Скрипнянское сельское поселение    | село Скрипниково       | 1                             | ↘368      | 62,79        |
| 14 | Советское сельское поселение       | село Советское         | 1                             | ↘330      | 56,75        |
| 15 | Хрещатовское сельское поселение    | село Хрещатое          | 7                             | ↘1787     | 170,25       |
| 16 | Ширяевское сельское поселение      | село Ширяево           | 1                             | ↘2198     | 132,18       |
| 17 | Ясеновское сельское поселение      | село Ясеновка          | 3                             | ↘810      | 96,03        |

## Населённые пункты
В районе 48 населённых пунктов:
| №  | Населённый пункт | Тип     | Население | Муниципальное образование          |
| -- | ---------------- | ------- | --------- | ---------------------------------- |
| 1  | Благовещенский   | хутор   | ↘39       | Манинское сельское поселение       |
| 2  | Блощицын         | хутор   | 14        | Манинское сельское поселение       |
| 3  | Гаранькин        | хутор   | 52        | городское поселение город Калач    |
| 4  | Гринёв           | хутор   | 79        | городское поселение город Калач    |
| 5  | Грушовое         | хутор   | 53        | Хрещатовское сельское поселение    |
| 6  | Долбнёвка        | хутор   | 0         | Подгоренское сельское поселение    |
| 7  | Журавлёво        | хутор   | 41        | Хрещатовское сельское поселение    |
| 8  | Заброды          | село    | ↘8626     | Заброденское сельское поселение    |
| 9  | Залесный         | хутор   | 310       | городское поселение город Калач    |
| 10 | Ильинка          | село    | 531       | Подгоренское сельское поселение    |
| 11 | Калач            | город   | ↘16 635   | городское поселение город Калач    |
| 12 | Калачеевский     | посёлок | 1082      | Калачеевское сельское поселение    |
| 13 | Колос            | посёлок | 0         | Калачеевское сельское поселение    |
| 14 | Коренное         | село    | ↘553      | Коренновское сельское поселение    |
| 15 | Крутой           | хутор   | 17        | городское поселение город Калач    |
| 16 | Лесково          | село    | ↘720      | Хрещатовское сельское поселение    |
| 17 | Манино           | село    | ↘2409     | Манинское сельское поселение       |
| 18 | Медвежье         | село    | ↘381      | Россыпнянское сельское поселение   |
| 19 | Морозов          | хутор   | 73        | Меловатское сельское поселение     |
| 20 | Морозовка        | хутор   | ↘135      | Семёновское сельское поселение     |
| 21 | Николенков       | хутор   | 50        | городское поселение город Калач    |
| 22 | Новая Криуша     | село    | ↘1941     | Новокриушанское сельское поселение |
| 23 | Новомеловатка    | село    | ↘1950     | Меловатское сельское поселение     |
| 24 | Переволочное     | село    | 464       | Хрещатовское сельское поселение    |
| 25 | Пирогово         | село    | ↘392      | Семёновское сельское поселение     |
| 26 | Подгорное        | село    | ↘1842     | Подгоренское сельское поселение    |
| 27 | Попасное         | село    | ↘316      | Меловатское сельское поселение     |
| 28 | Поплавский       | хутор   | 59        | Краснобратское сельское поселение  |
| 29 | Пригородный      | посёлок | ↘3437     | Пригородное сельское поселение     |
| 30 | Пришиб           | село    | 2043      | Краснобратское сельское поселение  |
| 31 | Репяховка        | хутор   | 31        | Ясеновское сельское поселение      |
| 32 | Россоховатое     | хутор   | ↘38       | Семёновское сельское поселение     |
| 33 | Россыпное        | село    | ↘122      | Россыпнянское сельское поселение   |
| 34 | Рыбкин           | хутор   | 106       | городское поселение город Калач    |
| 35 | Семёновка        | село    | ↘666      | Семёновское сельское поселение     |
| 36 | Сереженков       | хутор   | 1         | городское поселение город Калач    |
| 37 | Серяково         | село    | ↘72       | Подгоренское сельское поселение    |
| 38 | Скрипниково      | село    | ↘368      | Скрипнянское сельское поселение    |
| 39 | Советское        | село    | ↘330      | Советское сельское поселение       |
| 40 | Хвощеватое       | хутор   | ↘432      | Ясеновское сельское поселение      |
| 41 | Хлебороб         | хутор   | 667       | Калачеевское сельское поселение    |
| 42 | Хрещатое         | село    | ↘714      | Хрещатовское сельское поселение    |
| 43 | Чернозёмный      | посёлок | ↘493      | Пригородное сельское поселение     |
| 44 | Четвериково      | село    | 274       | Хрещатовское сельское поселение    |
| 45 | Ширяево          | село    | ↘2198     | Ширяевское сельское поселение      |
| 46 | Юнаково          | село    | ↘282      | Меловатское сельское поселение     |
| 47 | Яроватое         | хутор   | 45        | Хрещатовское сельское поселение    |
| 48 | Ясеновка         | село    | ↘589      | Ясеновское сельское поселение      |

## Экономика
Экономику района определяет агропромышленный комплекс, в состав которого, кроме обрабатывающих предприятий, входят 30 сельскохозяйственных предприятий различных форм собственности и 148 крестьянских хозяйства. Они используют 176,9 тыс. га сельскохозяйственных угодий, из них 133 тыс. га пашни. Основные культуры, производимые в районе: озимая пшеница, ячмень, горох, овёс, кукуруза, гречиха, сахарная свекла, подсолнечник, картофель, овощи, кормовые культуры.

## Органы местного самоуправления
Совет народных депутатов  – представительный орган, состоит из 19 депутатов, избирается населением по одномандатным избирательным округам. При избрании депутатов применяется мажоритарная система, срок полномочий - 5 лет;
Глава Калачеевского муниципального района - избирается из состава депутатов, председатель Совета народных депутатов, срок полномочий 5 лет;
Администрация Калачеевского муниципального района - исполнительно-распорядительный орган. Глава - лицо, назначаемое на должность главы администрации  по контракту, заключаемому по результатам конкурса. К кандидатам на должность главы администрации устанавливаются  требования:
Высшее профессиональное образование по профилю деятельности органа или высшее образование, считающееся равноценным, стаж муниципальной службы или стаж работы на руководящих должностях в промышленности, сельском хозяйстве или иных отраслях экономики и социальной сфере не менее пяти лет, знания в области сельского хозяйства, экономики и права, опыт управленческой деятельности.
Контрольно-счетная палата - контрольно-счетный орган.
Выборы депутатов Совета народных депутатов третьего созыва состоялись 8 сентября 2013 года. Следующие выборы состоятся осенью 2018 года.
Список избранных депутатов
- Брехов Иван Тимофеевич, "Единая Россия"
- Буланая Надежда Михайловна, самовыдвижение
- Котляров Николай Николаевич,  "Единая Россия"
- Усков Алексей Викторович,  "Единая Россия"
- Кузнецова Галина Петровна,  "Единая Россия"
- Котляров Николай Иванович, "Единая Россия"
- Димитренко Виктор Иванович,  "Единая Россия"
- Безуглов Сергей Николаевич,  "Единая Россия"
- Коржов Николай Иванович, "Единая Россия"
- Лещенко Владимир Федорович,  "Единая Россия"
- Пацев Виктор Матвеевич, "КПРФ"
- Гармашов Сергей Васильевич, "КПРФ"
- Зубов Иван Евхимович, самовыдвижение
- Олейников Александр Васильевич,  "Единая Россия"
- Усков Иван Федорович, "КПРФ"
- Шулекин Василий Иванович, глава  района, "Единая Россия",

## Транспорт
Через район проходят автодороги муниципального значения, соединяющие Калач с Воробьёвкой, Петропавловкой и Павловском.

## Известные уроженцы и жители
- Величко, Владимир Макарович (род. 1937) — советский государственный деятель, организатор экономики, промышленности и производства. Первый заместитель Премьер-министра СССР (1991). Дважды лауреат Государственной премии СССР (1976, 1978). С начала Великой Отечественной войны жил в эвакуации в селе Ильинка, учился в Ильинской школе (до 1947).
- Дейнекин, Павел Иванович (1918—1945) — участник Великой Отечественной войны, Герой Советского Союза, старший лейтенант. Родился на хуторе Попасное.
- Царегородский, Алексей Андрианович (3 марта 1918 — 7 июля 1995) — штурман бомбардировочной авиации, гвардии капитан; педагог.  Участник Великой Отечественной войны. Герой Советского Союза. Родился в селе Ильинка Богучарского уезда Воронежской губернии.
- Щербинин, Федот Алексеевич (1910—1945) — участник Великой Отечественной войны, Герой Советского Союза, старший сержант. Родился в селе Манино.